# Liulka, Smolean
Liulka (în bulgară Люлка) este un sat în comuna Smolean, regiunea Smolean,  Bulgaria. 

## Demografie
Componența etnică a satului Liulka
     Nicio identificare (100%)
     Altele (0%)
La recensământul din 2011, populația satului Liulka era de 16 locuitori. . Pentru 100,0% din locuitori nu este cunoscută apartenența etnică.